# Eduard Strauch
Eduard Strauch (Essen, 17 agosto 1906 – Uccle, 15 settembre 1955) è stato un militare, criminale di guerra e agente segreto tedesco delle SS naziste, comandante di Einsatzkommando 2 e di altre due organizzazioni naziste, la polizia di sicurezza Sicherheitspolizei, o Sipo, e il servizio di sicurezza Sicherheitsdienst, o SD, prima in Bielorussia e poi in Belgio. Nell'ottobre del 1944 fu trasferito alle Waffen-SS.
Strauch fu condannato per crimini contro l'umanità nel processo agli Einsatzgruppen e condannato a morte. Estradato in Belgio, fu nuovamente condannato a morte ma la sentenza non fu eseguita. Strauch morì nel 1955.

## Biografia
Nacque a Essen, studiò prima teologia presso le università di Erlangen-Norimberga e Münster, in seguito cambiò corso di studi e si laureò in giurisprudenza. Il 1º agosto 1931 aderì al Partito Nazista, n. 623392, e alle SA. Il 1º dicembre 1931 divenne membro dell'organizzazione delle SS naziste, n. 19312. A partire dal dicembre 1934 iniziò a lavorare per l'SD.

## Crimini contro l'umanità
All'inizio dell'invasione tedesca dell'Unione Sovietica nel giugno 1941, Strauch assunse il comando di un'unità delle Einsatzgruppen. Strauch guidò l'Einsatzkommando 2, parte dell'Einsatzgruppe A, che dal 4 novembre 1941 fu sotto il comando di Franz Walter Stahlecker. Il 30 novembre 1941 partecipò, con 20 uomini al suo comando, all'assassinio di 10600 ebrei di Riga nella foresta di Rumbula vicino alla città. Come ricompensa per questo "servizio" fu promosso comandante nella Sipo e nella SD, quindi trasferito in Bielorussia. 
Nel luglio 1943, il commissario generale nazista per la Russia Bianca riferì di aver avuto un colloquio con il "capace [...] capo dell'SD, SS-Obersturmbannführer Dr. jur. Strauch", che aveva causato "la liquidazione di 55000 ebrei solo nelle ultime 10 settimane". La promozione a Standartenführer fu negata. Il 31 maggio 1944 fu nominato Sipo e comandante dell'SD in Belgio. Nell'ottobre 1944 Strauch fu trasferito nelle Waffen-SS, il ramo militare delle SS.

## Processo e condanna
Nonostante il tentativo di simulare una malattia mentale, fu condannato dal Tribunale militare di Norimberga nel processo agli Einsatzgruppen per aver avuto un ruolo chiave nel massacro di Rumbula e in una serie di altri omicidi di massa nell'Europa orientale. Il 9 aprile 1948, il presidente Michael Musmanno pronunciò la sentenza del tribunale su Strauch:
A differenza degli altri imputati Otto Ohlendorf e Paul Blobel, Strauch non fu impiccato. Fu invece consegnato alle autorità del Belgio per il processo, dove aveva commesso altri reati. Fu nuovamente condannato a morte, ma anche questa sentenza non fu mai eseguita. Strauch morì in custodia belga il 15 settembre 1955 in un ospedale di Uccle, in Belgio.